# アベ・レンストラ・スタディオン
アベ・レンストラ・スタディオン(Abe Lenstra Stadion)は、オランダ・フリースラント州ヘーレンフェーンにあるサッカー専用スタジアム。1994年の開場以来SCヘーレンフェーンがホームスタジアムとして使用している。

## 概要
スタジアム名は、サッカー選手のアベ・レンストラに因んで名付けられた。1993年に建設された当初、このスタジアムは14,300人の収容人数であったが、2003年から2005年に渡って行われた改修により26,800席まで拡張された。
また、2007年6月にはUEFA U-21欧州選手権2007を開始する会場のうちの一つに選ばれた。

## 開催された主な試合
- 国際Aマッチ（女子）

| 日付         | ホームチーム | 結果 | アウェーチーム | ラウンド                        |
| ------------ | ------------ | ---- | -------------- | ------------------------------- |
| 2018年6月2日 | オランダ     | 1-0  | スロバキア     | 2019 FIFA女子ワールドカップ予選 |
| 2019年9月3日 | オランダ     | 3-0  | トルコ         | UEFA欧州女子選手権2022予選      |

## ギャラリー

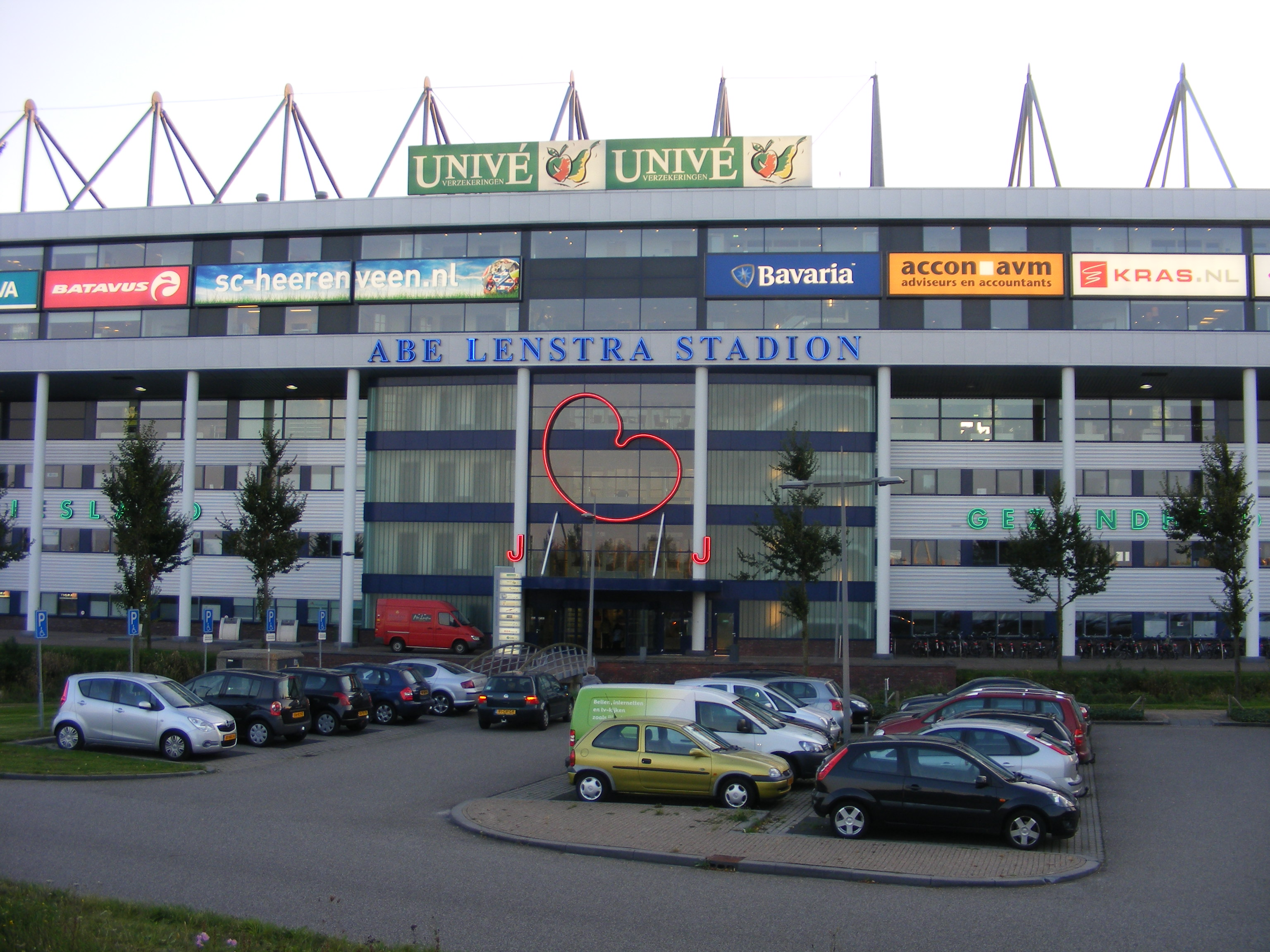
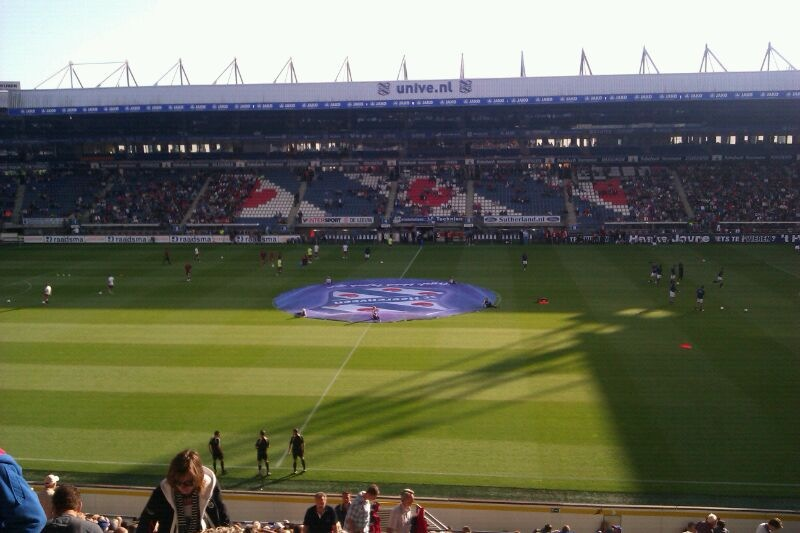
2012年の内観
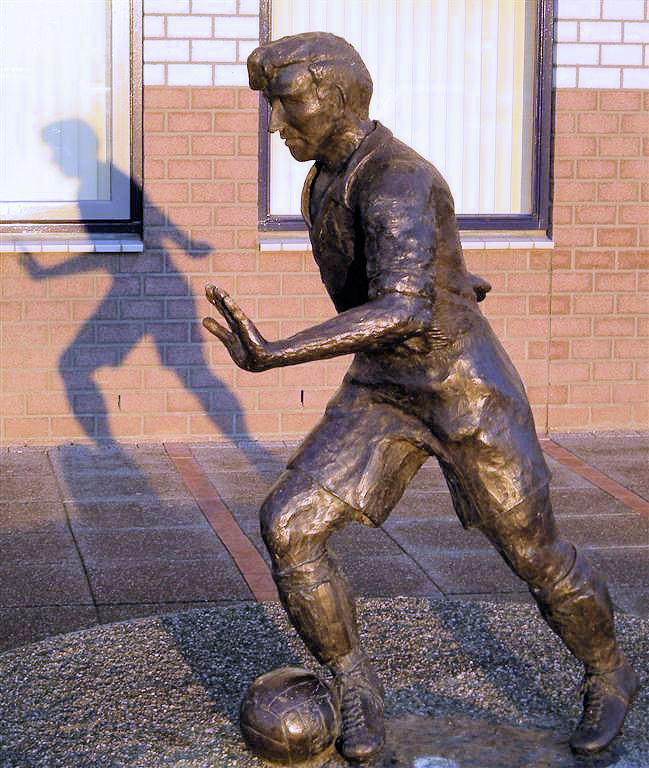
アベ・レンストラ像